# 馬纘緒
馬纘緒。山西安邑縣人，清朝政治人物、進士出身。

## 生平
清顺治三年进士，授黃州府推官。